# Đỗ Thị Ánh Nguyệt
Đỗ Thị Ánh Nguyệt (Văn Lâm, 15 gennaio 2001) è un'arciera vietnamita.
Ha rappresentato il Vietnam ai giochi olimpici di Tokyo 2020 e di Parigi 2024.

## Biografia

### Campionati asiatici
La sua prima partecipazione ai campionati asiatici di tiro con l'arco risale al 2019.
Fu 29ª nel turno di qualificazione, ottenendo un bye al primo turno; al secondo sconfisse la tailandese Waraporn Phutdee per 6-2, mentre al terzo fu sconfitta dalla sudcoreana Lee Eun Gyeong per 7-1.
Fece anche parte, assieme a Loc Thi Dao e Nguyen Thi Phuong, della squadra femminile che – dopo aver raggiunto il 9º posto nel round di qualificazione, ha battuto agli ottavi di finale le Filippine venendo poi eliminata ai quarti dalla Corea del Sud, che vinse poi la medaglia d'oro.
La seconda rassegna continentale cui prese parte fu quella del 2021 in Bangladesh, in cui ha partecipato alle medesime due gare di due anni prima.
Nell'individuale fu 19ª nel turno di qualificazione, sconfisse al primo turno l'iraniana Mahta Abdollahi e fu eliminata al turno successivo dalla sudcoreana Lim Haejin, che si laureerà poi campionessa asiatica.
Nella gara a squadre, con sole sei nazioni iscritte, le vietnamite sfiorarono il podio: pur ultime nel turno di qualificazione, ebbero la meglio sulle arciere kazake ai quarti di finale accedendo alle semifinali. Qui vennero sconfitte dall'India, perdendo poi anche la finale per il terzo posto contro il Bangladesh.

### Campionati mondiali
Đỗ Thị Ánh Nguyệt ha gareggiato ai mondiali 2019, disputati nei Paesi Bassi a 's-Hertogenbosch, sia nella gara individuale che in quella a squadre femminile. Nell'individuale, dopo aver ottenuto il 67º posto nelle qualificazioni, è stata eliminata al primo turno dalla estone Reena Pärnat col punteggio di 4-6. Nella gara a squadre le arciere vietnamite hanno chiuso le qualificazioni con il sedicesimo posto, e sono state eliminate al primo turno dalla Spagna.
Ha partecipato anche a Berlino 2023: nell'individuale fu trentesima nelle qualificazioni, riuscendo a raggiungere i sedicesimi di finale nella fase a eliminazione diretta; nella gara a squadre femminile, le vietnamite furono diciassettesime in qualifica, superarono il primo turno, ma vennero sconfitte al secondo dalla Cina; simile fu l'esito anche nella gara a squadre miste, cui partecipò in coppia con Duy Nguyen: quindicesimi nelle qualifiche, i due vennero sconfitti al primo turno dalla Turchia.

### Giochi olimpici
Đỗ Thị Ánh Nguyệt si è qualificata per le Olimpiadi di Tokyo 2020 grazie al terzo posto nel torneo di qualificazione asiatico disputato a Bangkok nel novembre del 2019. Giunta in semifinale, era stata sconfitta da Deepika Kumari. Nella finale per il bronzo aveva poi sconfitto l'arciera bhutanese Karma.
Al turno di qualificazione del torneo olimpico femminile si classificò al 49º posto, con 628 punti. Al primo turno venne sconfitta al tie break ed eliminata dalla giapponese Ren Hayakawa.
Data la qualificazione alle olimpiadi anche del compagno di squadra Nguyen Hoang Phi Vu, poté prendere parte anche alla gara a squadre miste. Il duo vietnamita tuttavia non andò oltre il 23º posto nel turno di qualificazione e non ebbe pertanto accesso alla fase ad eliminazione diretta.
Tre anni più tardi a Parigi 2024 chiuse le qualificazioni individuali al 37º posto, con 648 punti, prima di essere eliminata al primo turno dall'arciera iraniana Fallah Mobina.
In coppia con Le Quoc Phong ha preso parte al torno a squadre miste, ma i due atleti vietnamiti non passarono le qualificazioni, avendole chiuse con il 24º punteggio.